# Енгвер Микола Миколайович
Е́нгвер Мико́ла Микола́йович (*22 серпня 1938, село Потьма, Мордовія — †14 липня 2014, Москва) — російський економіст, доктор економічних наук (1985). Народний депутат СРСР (1989—1991). Проживав в Москві.

## Життєпис
В 1962 році закінчив МДУ, в 1972—1987 роках працював в УдДУ на математичному та економічному факультетах.
У 1989 році був обраний Народним депутатом СРСР від Удмуртської АРСР. 
Основна область досліджень:
- економічне прогнозування соціально-економічних процесів на основі побудови математично-статичних моделей — коротких хронологічних рядів;
- моделювання та оцінка спортивних результатів;
- оцінка критеріїв ефективності АСК в соціальній сфері, а саме охороні здоров'я.

### Твори
- Математико-статистические методы построения экономических прогнозов (подготовка предупреждающей информации в экономике). Ижевск, 1976.